# Gilbert Thomas Carter

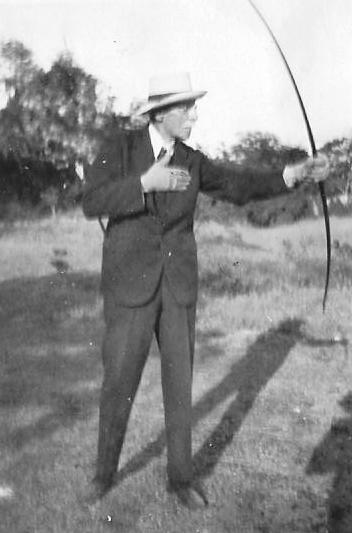
Sir Gilbert Carter 1925

Sir Gilbert Thomas Carter, KCMG (* 14. Januar 1848; † 18. Januar 1927) war ein Gouverneur von Gambia und repräsentierte Königin Victoria in der britischen Kolonie Gambia.

## Leben
Carter trat 1864 in die Royal Navy ein, wo er zunächst in Westafrika als Zahlmeister auf Sherbro in Sierra Leone tätig war. 1873 war er am Krieg gegen die Ashanti beteiligt. Anschließend verbrachte er zwei Jahre auf den Inseln über dem Winde. Nach Westafrika kehrte er 1879 als Beamter der Zollbehörde in der Goldküste zurück. Als Kassenwart war er ab 1882 in Gambia tätig.
Als Nachfolger von James Shaw Hay war Carter dann 1888 der erste Gouverneur der Kolonie Gambia, nachdem die Kolonie zum zweiten Mal nicht mehr zusammen mit Sierra Leone verwaltet wurde. Großbritannien begann in seiner Amtszeit das Territorium der Kolonie auf das Hinterland auszuweiten. Carter trat dazu mit den lokalen Herrschern in Verhandlungen ein, um das Protektorat zu erweitern.
1890 verließ Carter Gambia, um Gouverneur der Kolonie Lagos zu werden, diesen Posten hatte er bis 1897 inne. Danach wurde er Gouverneur der Bahamas und von Barbados.
Carter ging 1910 in den Ruhestand und starb im Jahr 1927.